# (500618) 2012 UZ147
(500618) 2012 UZ147 es un asteroide que forma parte del cinturón interior de asteroides descubierto el 29 de marzo de 2011 por el equipo del Pan-STARRS desde el Observatorio de Haleakala, Hawái, Estados Unidos.

## Designación y nombre
Designado provisionalmente como 2012 UZ147. 

## Características orbitales
2012 UZ147 está situado a una distancia media del Sol de 1,930 ua, pudiendo alejarse hasta 2,077 ua y acercarse hasta 1,782 ua. Su excentricidad es 0,076 y la inclinación orbital 23,54 grados. Emplea 979,391 días en completar una órbita alrededor del Sol.

## Características físicas
La magnitud absoluta de 2012 UZ147 es 17,9. 